# Skenkelsø Mølle
Skenkelsø Mølle er en hollandsk vindmølle, der krøjes manuelt. Den har galleri, hvortil der er adgang fra broloftet. Møllen, der er opført i 1891, består af en ottekantet overbygning med spåntækning på et grundmuret fundament, der er udbygget med stræbepiller. Møllen er senest restaureret i 1995 med nye vinger og reparationer af spåndækningen. Ølstykke Kommune overtog møllen i 1972, men driften fortsatte til 1973. Møllen var ude af drift og forfaldt indtil 1990, hvor Ølstykke Historiske forening gik i gang med restaureringen og sikrede, at møllen blev bevaret og løbende restaureret. Ved strukturreformen i 2007 blev møllen overdraget til den nye fusion Egedal Kommune. Møllen har status af museumsmølle. 
På grund af, at møllen har været i drift væsentlig senere end de fleste gamle vindmøller, samtidig med, at den aldrig har været udsat for brande, er næsten alt oprindelig inventar bevaret. 

## Konstruktion og teknik
.
Møllen har tre lofter og er beklædt med spån. Hatten er løgformet. Vingerne har et vingefang på 17 meter, hækværk til sejl og vindbrædder. Krøjeværket er manuelt betjent og fornyet i 1995.

### Opbygning i etager

#### Undermøllen
Undermøllen er i tidens løb blev udbygget med et værksted og andre sidebygninger, som i 2025 benyttes som museumslokaler. Ud over mølleinventar og redskaber er der indrettet en skolestue med pulte og en udstilling af flint og andre sten, der er tilvirket i forskellige tidsaldre.

#### Broloftet
Det nederste loft, Broloftet, har navn efter broen, som er den konstruktion, der bærer kværnene på loftet ovenover. De kraftige stolper kaldes brostolperne. Her er bevaret næsten hele det oprindelige udstyr, bl.a. en spidser, der fjerner skallerne fra kornet, og en triør, der fjerner urenheder, såsom valmuefrø fra kornet. Der er også sigter til at sigte melet. I 1913 blev den ene af møllens kværne flyttet til undermøllen, hvor den blev trukket af petroleumsmotor. Den blev i 1941 erstattet af en eldrevet motor, således at produktionen løbende kunne udvides. I 2025 er undermøllen indrettet som museum med udstilling af forskellige former for værktøj og inventar.

#### Kværnloftet
Kværnen, der maler kornet, er placeret på kværnloftet. I løbet af 1700 -tallet udvikledes det såkaldte stjernhjul, en mekanisme, der fordeler kraften til kværnene. I Skenkelsø Mølle er dette installeret på kværnloftet. Det har 111 tænder, som griber ind i kværnenes drev, der består af to skiver, mellem hvilke der sidder stokke, der fungerer som tænder. Forskellen i diameter på stjernhjulet og kværnenes mindre stokkedrev øgede kværnenes hastighed betragteligt i forhold til tidligere møllers egenskaber. Der var oprindelig opstillet to kværne, og der er stadig huller i gulvet til minde om den kværn, der senere blev flyttet til undermøllen.

#### Lorrisloftet/hatloftet
Næste loft domineres af hejseværket, hvorfra det gennem lemme har været muligt at hejse sække op og ned efter behov. Stokkene har midtpå været forsynet med et tov eller kæde, der gik ned til gennemkørslen. Her findes også Mølleakslen, der bærer vingerne, er via et hathjul  forbundet til et stort vandret kamhjul i toppen af møllen. Dette kamhjul kaldes ”krondrevet” og er normalt lavet af træ. Hathjulet og krondrevet er altid sammenkoblet. Når møllen skal gå i “tomgang”, afmonteres stokkedrevet fra stjernehjulet, idet akselen har en kile, der kan flytte hjulet.
Rundt om hathjulet sidder møllens bremse, persen. I modsætning til andre, større møller, er møllehatten og lorrisloftet sammenbygget, idet hejsen sidder lige under hatten.